# Piper indianonum
Piper indianonum är en pepparväxtart som beskrevs av William Trelease. Piper indianonum ingår i släktet Piper och familjen pepparväxter. Inga underarter finns listade i Catalogue of Life.